# Fréderique Nieuwland
Fréderique Nieuwland (25 mei 1999) is een Nederlands voetbalspeelster.
Nieuwland speelde in de jeugdteams van VV Nieuwenhoorn en Spijkenisse tussen de jongens. Voor ADO Den Haag ging ze in de Eredivisie Vrouwen spelen.

## Statistieken
| Seizoen | Club                  | Land      | Competitie | Wedstrijden | Doelpunten |
| ------- | --------------------- | --------- | ---------- | ----------- | ---------- |
| 2015/16 | ADO Den Haag          | Nederland | Eredivisie | 0           | 0          |
| 2016/17 | ADO Den Haag          | Nederland | Eredivisie | 2           | 0          |
| 2017/18 | Excelsior-Barendrecht | Nederland | Eredivisie | 24          | 1          |
| 2018/19 | Excelsior-Barendrecht | Nederland | Eredivisie | 23          | 1          |
| 2019/20 | Excelsior-Barendrecht | Nederland | Eredivisie | 11          | 1          |
| 2020/21 | Excelsior             | Nederland | Eredivisie | –           | –          |
| Totaal  | Totaal                | Totaal    | Totaal     | 60          | 3          |

Laatste update: augustus 2020

## Interlands
Op 21 februari 2014 speelde Nieuwland haar eerste wedstrijd voor Oranje O16.